# Expedición 14
La Expedición 14 fue la decimocuarta estancia de larga duración en la Estación Espacial Internacional.

## Tripulación
- Astronauta Michael E. Lopez-Alegría (comandante)
- Cosmonauta Mikhail Tyurin, (ingeniero de vuelo)
- Astronauta Thomas Reiter, (ingeniero de vuelo)
- Astronauta Sunita Williams, (ingeniero de vuelo)

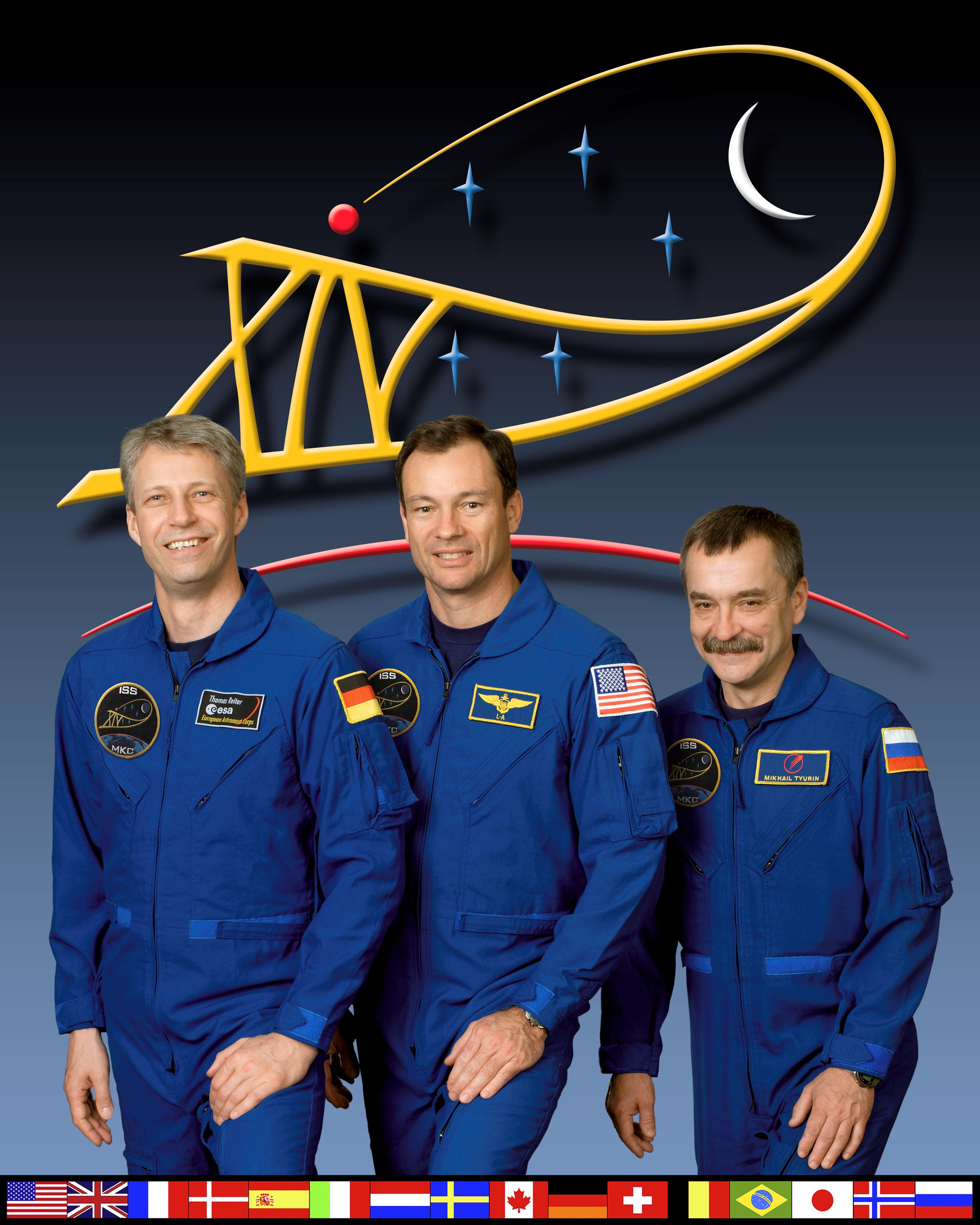
El astronauta Michael E. López-Alegría (centro), comandante de la expedición 14 y científico de la estación espacial de la NASA; el cosmonauta Mikhail Tyurin (derecho), ingeniero de vuelo, representante de la Agencia Espacial de Rusia; y el astronauta Thomas Reiter, ingeniero de vuelo, de la Agencia Espacial Europea, en un posado durante su entrenamiento en el Johnson Space Center.

## Desarrollo
Durante la estancia de la Expedición 14, se desarrollaron las siguientes actividades:
- Primera y Segunda EVA

- Los astronautas conectaron un nuevo sistema de suministro energético y de enfriamiento permanente.

- Tercera EVA

- Quitar dos cubiertas que servían para frenar el calor y que ya no eran necesarias. También instalaron unos componentes para el atraque de cargueros a la EEI.

- Cuarta EVA

- Reparar en una antena del carguero ruso Progress M-58, que posteriormente fue retirada.

- Otras actividades

- Traslado de la nave espacial Soyuz a un puerto de atraque diferente para liberar el puerto de Zarya que ocupará la llegada de una nueva nave Soyuz con los miembros de la Expedición 15
- Comprobación de los sistemas de navegación para la llegada del carguero europeo o ATV(prevista para el próximo verano)

## Otros datos
El 17 de junio de 2007 la astronauta Sunita Williams se convirtió en la mujer que más tiempo seguido ha estado en el espacio, al completar 188 días y cuatro horas fuera de nuestro planeta.